# غوردون كاميرون إدواردز
غوردون كاميرون إدواردز هو سياسي كندي، ولد في 12 نوفمبر 1866 في كندا، وتوفي في 2 نوفمبر 1946 في أوتاوا في كندا. حزبياً، نشط في الحزب الليبرالي الكندي. وقد انتخب عضو مجلس العموم الكندي.